# Pavetta camerounensis
Pavetta camerounensis är en måreväxtart som beskrevs av S.D.Manning. Pavetta camerounensis ingår i släktet Pavetta och familjen måreväxter.

## Underarter
Arten delas in i följande underarter:
- P. c. brevirama
- P. c. camerounensis